# إسفندياري (ديلم)
إسفندياري (بالفارسية: اسفندیاری) هي قرية تقع في قسم ليراوي الأوسط الريفي (مقاطعة ديلم) في إيران. يقدر عدد سكانها بـ 10 نسمة بحسب إحصاء 2016.